# Сарпсборг (стадіон)
«Сарпсборг Стадіон» (норв. Sarpsborg Stadion) — багатофункціональний стадіон у місті Сарпсборг, Норвегія, домашня арена ФК «Сарпсборг 08».

## Історія
Стадіон побудований та відкритий 1930 року. У 2000 році споруджено нову основну трибуну. 2013 року введено в експлуатацію другу трибуну. Місткість арени становить 5 759 глядачів.
На цьому стадіоні проводились чемпіонати Норвегії з легкої атлетики 1954 та 1960 років. 3 жовтня 1972 року на «Сарпсборг-Арені» свій перший матч провела молодіжна збірна Норвегії. Той матч норвежці програли шведським ровесникам з рахунком 1:3.
У 2009 році були встановлені нові прожектори. А трав'яний газон було замінено на штучний. Особливо сприяв модернізації стадіону успіх футбольного клубу «Сарпсборг 08» у Лізі Європи сезону 2018/19.
Рекорд відвідуваності на стадіоні встановлено 14 жовтня 1945 року під час фіналу Кубка Норвегії між «Фредрікстадом» і «Люном». На тому матчі були присутні 18 000 глядачів. Це був передостанній фінал Кубка поза межами Осло.